# Calophyllum macrocarpum
Calophyllum macrocarpum là một loài thực vật có hoa trong họ Calophyllaceae. Loài này được Hook.f. mô tả khoa học đầu tiên năm 1874.